# Angoulême-i Margit navarrai királyné
Angoulême-i Margit (Angoulême, 1492. április 11. – Odos, Bigorre Grófság, Franciaország, 1549. december 21.), más néven Navarrai Margit vagy Valois Margit, franciául: Marguerite d'Angoulême, spanyolul: Margarita de Angulema, baszkul. Margarita Angulemakoa, occitánul: Margarida d'Engoleime, születése jogán francia királyi hercegnő, Angoulême grófnője, első házassága révén Alençon hercegnéje és a Francia Királyság trónörökösnéje (1515–1518), második házassága okán Navarra királynéja, Foix és Bigorre grófnéja, Béarn algrófnéja, Andorra társúrnője, Albret úrnője majd hercegnéje. Emellett saját erejéből és tehetségéből írónő. Fő műve a Heptameron, amely befejezetlen maradt, és csak jóval a halála után jelent meg nyomtatásban. II. Henrik navarrai király felesége, III. Johanna navarrai királynő anyja, I. Ferenc francia király nővére és IV. Henrik francia király anyai nagyanyja. A Capeting-ház oldalágának, a Valois-háznak az orléans-i mellékágán az angoulême-i vérvonal tagja.

## Élete
Édesapja I. (Orléans-i) Károly (1459–1496) francia királyi herceg, Angoulême grófja, édesanyja Lujza (1476–1531) savoyai hercegnő, Franciaország régense, aki Savoyai Lajos ciprusi király (1436–1482) unokahúgaként 1496-tól viselhette a ciprusi, jeruzsálemi és örmény királyi hercegnő címét. Két évvel fiatalabb öccse, Ferenc 1498-tól a Francia Királyság vér szerinti első hercegévé lépett elő, ami a trón feltételezett (prezumptív) trónörökösi címét jelentette a számára, azaz Margit öccse, Ferenc abban az esetben, ha XII. Lajos francia királynak nem születne életképes fia, akkor a halála után Ferenc örökli a francia trónt, ami 1515-ben be is következett, és I. Ferenc néven lépett a francia trónra. Margitot, mivel nők nem örökölhették Franciaország koronáját, ezért 1509. december 2-án minden eshetőségre felkészülve összeházasították a francia korona második számú örökösével, azaz a korona várományosával, IV. Károly alençoni herceggel (1489–1525), aki Margit öccsének 1515-ös trónra léptével első számú örökössé, azaz feltételezett (prezumptív) trónörökössé lépett elő, amíg 1518-ban meg nem született I. Ferenc elsőszülött fia, Ferenc (1518–1536) dauphin.
Margit első és későbbi második férje, azaz IV. Károly herceg és II. Henrik navarrai király is részt vett 1525-ben a Páviai csatában. Alençoni Károly megmenekült a csatából, de röviddel utána Lyonban meghalt, Navarrai Henrik pedig Margit öccsével, I. Ferenc királlyal együtt esett V. Károly francia király fogságába, és ekkor a megözvegyült Margitot Ferenc eljegyezte a még nőtlen navarrai királlyal, bár II. Henrik királyságának a nagyobbik fele Kasztíliával lett egyesítve 1515-ben, így II. Henrik Navarrának csak egy kis északi csücskében, Alsó-Navarrában uralkodott. Margit első házassága gyermektelen maradt, és 1527. január 27-én az ekkor 35. évébe lépő navarrai királyné a nála 11 évvel fiatalabb II. Henrik navarrai király felesége lett, aki politikailag ugyan előnyös házasságot kötött, de az utódlás szempontjából bizonytalan volt, hogy születik-e majd utóda Henriknek. Margit azonban termékenynek bizonyult. Második esküvője után rövidesen teherbe is esett, és 36 évesen megszülte első gyermekét, Johannát, egy egészséges kislányt, aki apja utóda lett III. Johanna néven, miután az 1530. július 15-én (vagy akörül) született egyetlen fia, János öt hónappal később, 1530. december 25-én, karácsony napján meghalt. 40 év felett még volt egy terhessége, mikor ikreket várt, de az ikerlányai halva születtek 1533 körül.
Margit királyné szimpatizált a kálvinizmussal és magával Kálvin Jánossal, akinek Néracban nyújtott menedéket egy időre.
Irodalmi munkássága is kiemelkedő. Fő műve, a befejezetlen és életében nem publikált Heptameron szándékosan Giovanni Boccaccio Dekameron c. művét utánozza, és ezért különösen érdekes, hogy Margit épp azon a napon halt meg, mint Boccaccio, csak éppen 174 évvel később, 1549. december 21-én. 1550. február 10-én helyezték örök nyugalomra a Pau mellett fekvő Lescar székesegyházában.

## Gyermekei
- 1. férjétől, IV. Károlytól (1489–1525), Alençon hercegétől (1492–1525), francia királyi hercegtől, a Francia Királyság vér szerinti első hercegétől, a francia korona feltételezett (prezumptív) trónörökösétől (1515–1518), nem születtek gyermekei
- 2. férjétől, II. Henrik (1503–1555) navarrai királytól, 4 gyermek:
  - Johanna (1528–1572), III. Johanna néven navarrai királynő, 1. férje III. Vilmos (1516–1592), Kleve, Jülich és Berg hercege, elváltak,[3] gyermekeik nem születtek, 2. férje Bourbon Antal (1518–1562), Vendôme hercege, iure uxoris navarrai király, 5 gyermek, többek között:
    - (2. házasságából): Bourbon Henrik (1553–1610), III. Henrik néven navarrai király, IV. Henrik néven francia király

  - János (Blois, 1530. július 15. (körül) – Alençon, 1530. december 25.), Viana hercege, Navarra trónörököse
  - N. (leány) (1533 körül–1533 körül), iker, halva született
  - N. (leány) (1533 körül–1533 körül), iker, halva született

## Magyarul
- Marguerite de Navarreː Heptameron. Hetven szerelmi kaland; ford. Szász Károly; Rozsnyai, Bp., 1904
- Navarrai Margit–Félicien Mallefilleː Don Juan; ford. Forró Pál, Szini Gyula, ill. Gara Zoltán; Nova, Bp., 1925 (Szerelmes századok)
- A navarrai királynő elbeszélései; ford. Forró Pál, Szini Gyula, ill. Franz von Bayros; Nova, Bp., 1926 (Szerelmes századok)
- Navarrai Margitː Heptameron; ford. Antal László, versford. Lothár László, ill. Würtz Ádám; Magyar Helikon–Európa, Bp., 1969